# انتخابات الرئاسة البرازيلية 1969
انتخابات الرئاسة البرازيلية 1969 هي الانتخابات الرئاسية التي جرت في 25 أكتوبر 1969، في البرازيل، لانتخاب رئيس البرازيل، فاز بالانتخابات إميليو غاراستازو ميديسي.